# Ludolf Bakhuizen
Ludolf Bakhuizen (ou Backhuysen), né le 28 décembre 1630 à Emden (Frise orientale) et mort le 17 novembre 1708, dans les Provinces-Unies, est un peintre et graveur de marine de l’âge d'or de la peinture néerlandaise notamment connu pour ses tableaux représentant la marine de la république des Provinces-Unies lors du siècle d'or néerlandais.

## Biographie
Né dans le Saint-Empire romain germanique, Ludolf Bakhuizen commence sa carrière comme comptable et s'installe dans les Provinces-Unies. Amoureux des mathématiques, en particulier l'arithmétique, et de l'écriture, il travaille pour un influent marchand d'Amsterdam.
Il se découvre finalement un don pour la peinture et finit par en faire un métier par lequel il pourrait vivre. Il travailla sous la tutelle d'Allaert van Everdingen puis sous celle d'Hendrick Dubbels (en), deux peintres éminents dans leur temps, et devint très rapidement célèbre pour ses peintures largement inspirées par le monde marin.
Après le départ en Angleterre des deux Willem van de Velde, père et fils, en 1672, il s'est imposé comme le plus important peintre de marines des Pays-Bas septentrionaux.
Au long de sa vie, il se rendit auprès de nombreux souverains et grands d'Europe, comme Cosme III de Médicis ou Pierre Ier de Russie. En 1699, il ouvrit sa propre galerie à Amsterdam, exposant ses œuvres ou celles de jeunes artistes. Après un voyage en Angleterre, il meurt le 17 novembre 1708 à Amsterdam.

## Style et technique de peinture
Observateur passionné et exigeant de la nature, en particulier les paysages de sa région, il n'hésite pas non plus à s'embarquer lui-même sur des navires pour étudier et faire de rapides croquis des effets des vents, voire de tempêtes. Ses compositions, nombreuses mais dont certaines ne nous sont pas parvenues, sont pour la plupart liées au monde maritime, aussi bien des ports que des batailles navales ou encore des tempêtes en mer.
Amoureux de la mer et de la nature, il s'efforce de rendre le plus réaliste possible ses peintures, allant au maximum des reflets de l'eau ou par exemple, des percées du soleil à travers les nuages. Durant les dernières années de sa vie, il s'exerça aux eaux-fortes et à la calligraphie.

## Œuvres
Le Rijksmuseum d'Amsterdam possède sept de ses tableaux, le musée du Louvre de Paris cinq, le musée des beaux-arts du Havre trois.
- Bateaux de pêche et caboteur par gros temps dit aussi Le Coup de vent, 1660-1663, huile sur toile, 46 × 66 cm, Musée du Louvre, Paris[3]
- Vue d'Amsterdam avec bateaux sur l'Ij, 1660, huile sur toile, 128 × 221 cm, Musée du Louvre, Paris[4]
- Paysage marin avec figures et bateau sur le rivage, 1667, huile sur toile, 39,4 × 34 cm,  Amsterdam, Rijksmuseum[5]
- Tempête sur une côte montagneuse, 1670-1675, huile sur toile, 173 × 341 cm, Musée Old Masters, Bruxelles[1]
- Marine avec vaisseaux, huile sur toile, 65 × 79 cm, Galerie Palatine, Palais Pitti, Florence[6]
- Marine et barques de pêche, huile sur toile, 84,5 x 97,3 cm, MuMa Le Havre[7]
- La Bataille de Vigo, huile sur toile, 48 × 69 cm, National Maritime Museum, Londres[8]
- La Statens Museum for Kunst de Copenhague conserve plusieurs marines gravées par Bakhuizen[9].
- Le British Museum de Londres également[10]

"
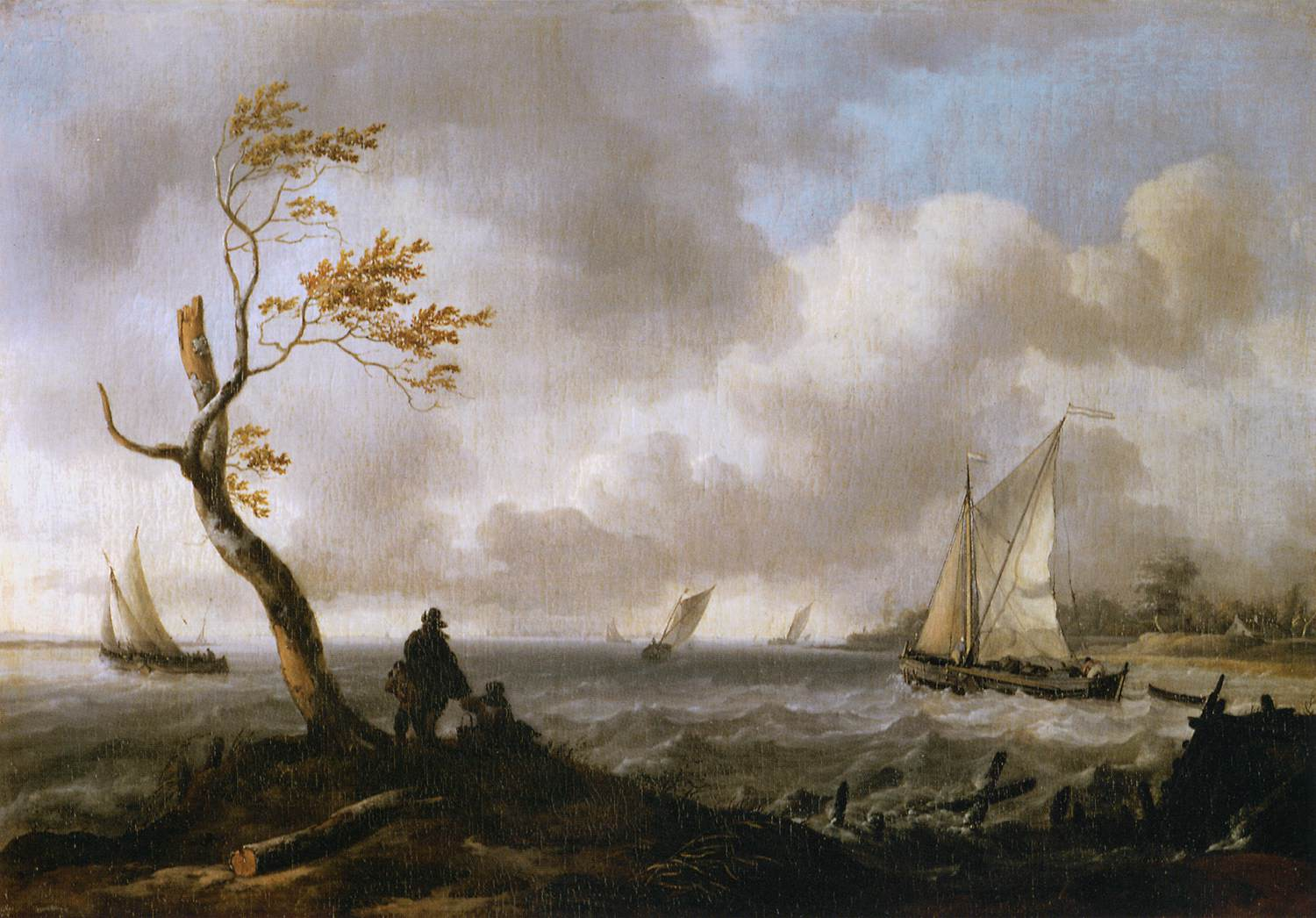
Coup de vent, 1660-1663 Musée du Louvre
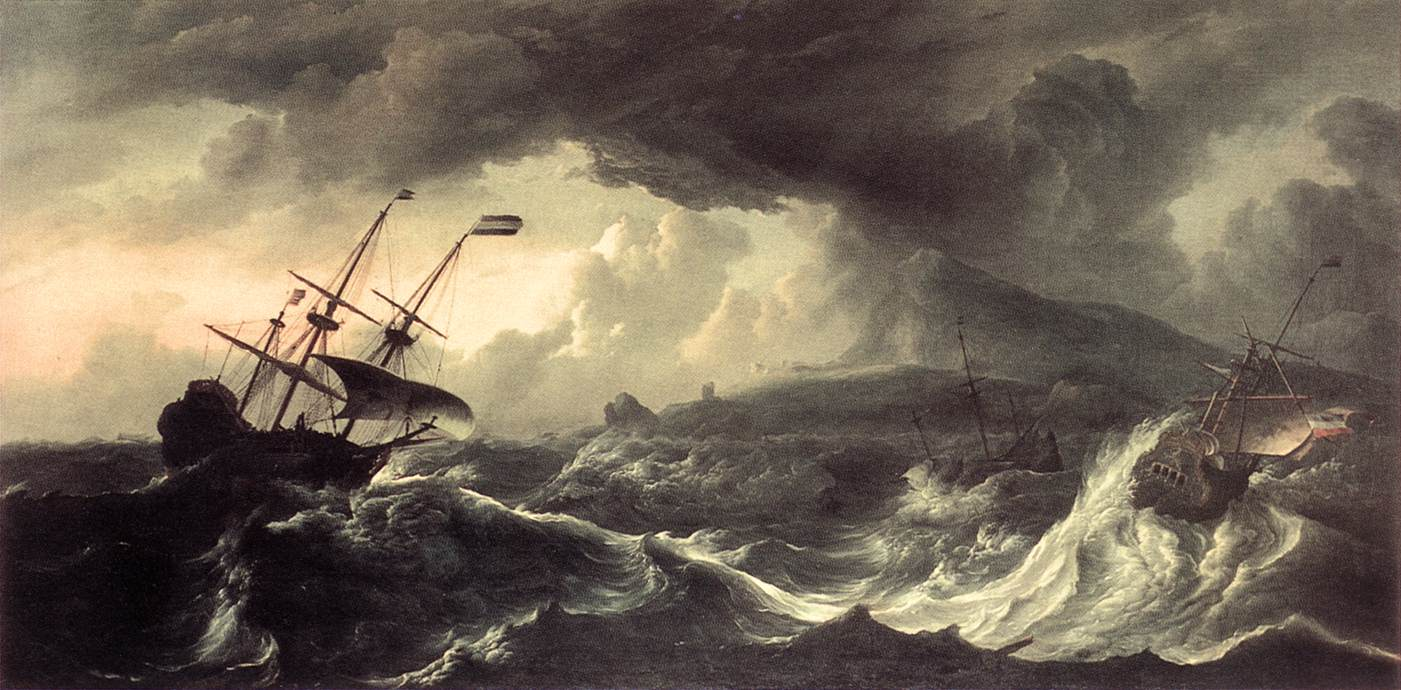
Tempête sur une côte montagneuse, 1670-1675 Musée Old Masters, Bruxelles
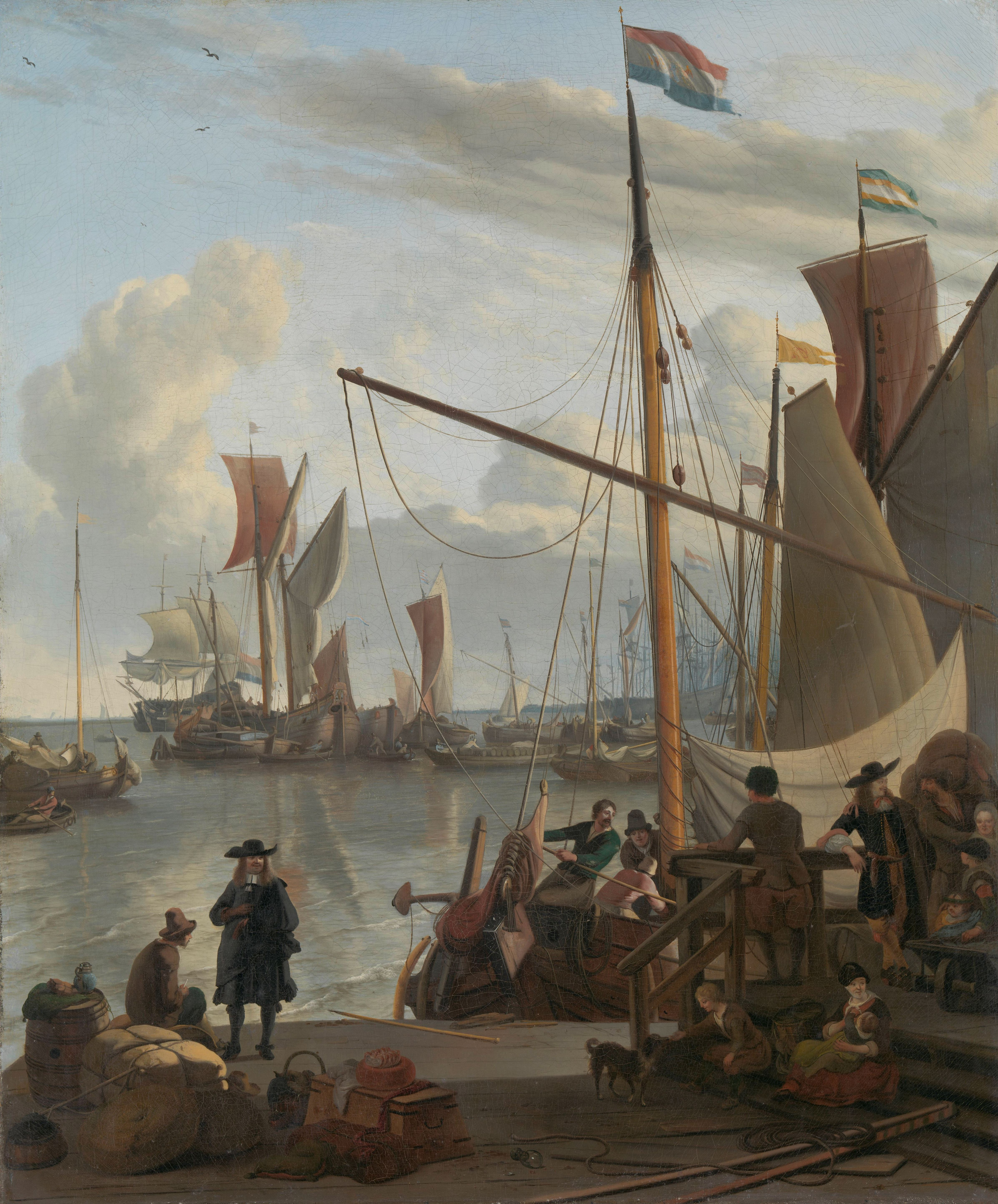
Le Y à Amsterdam vu du Mussel Pier, 1673 Rijksmuseum, Amsterdam
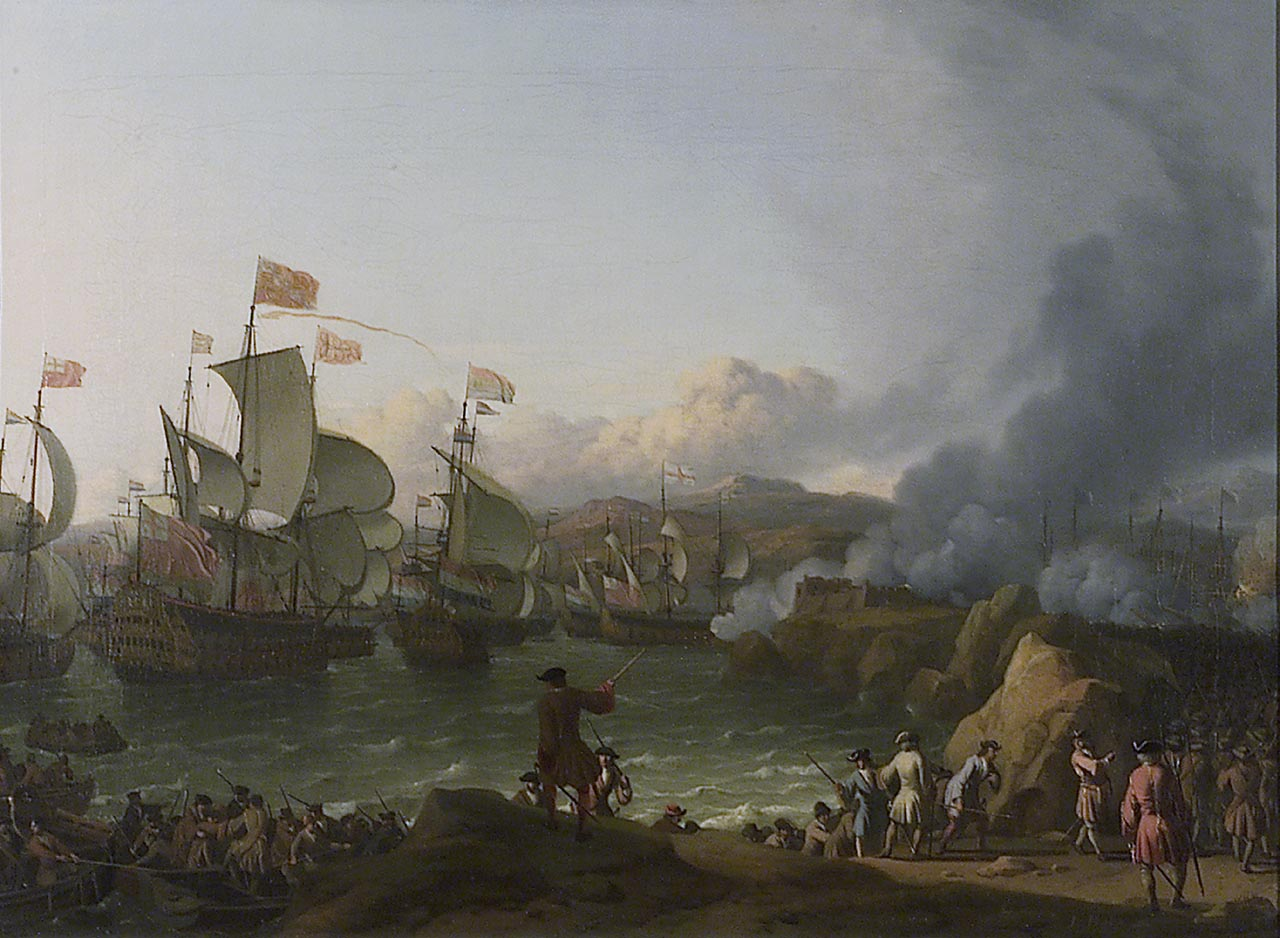
Bataille navale de Vigo, 1702 National Maritime Museum, Londres
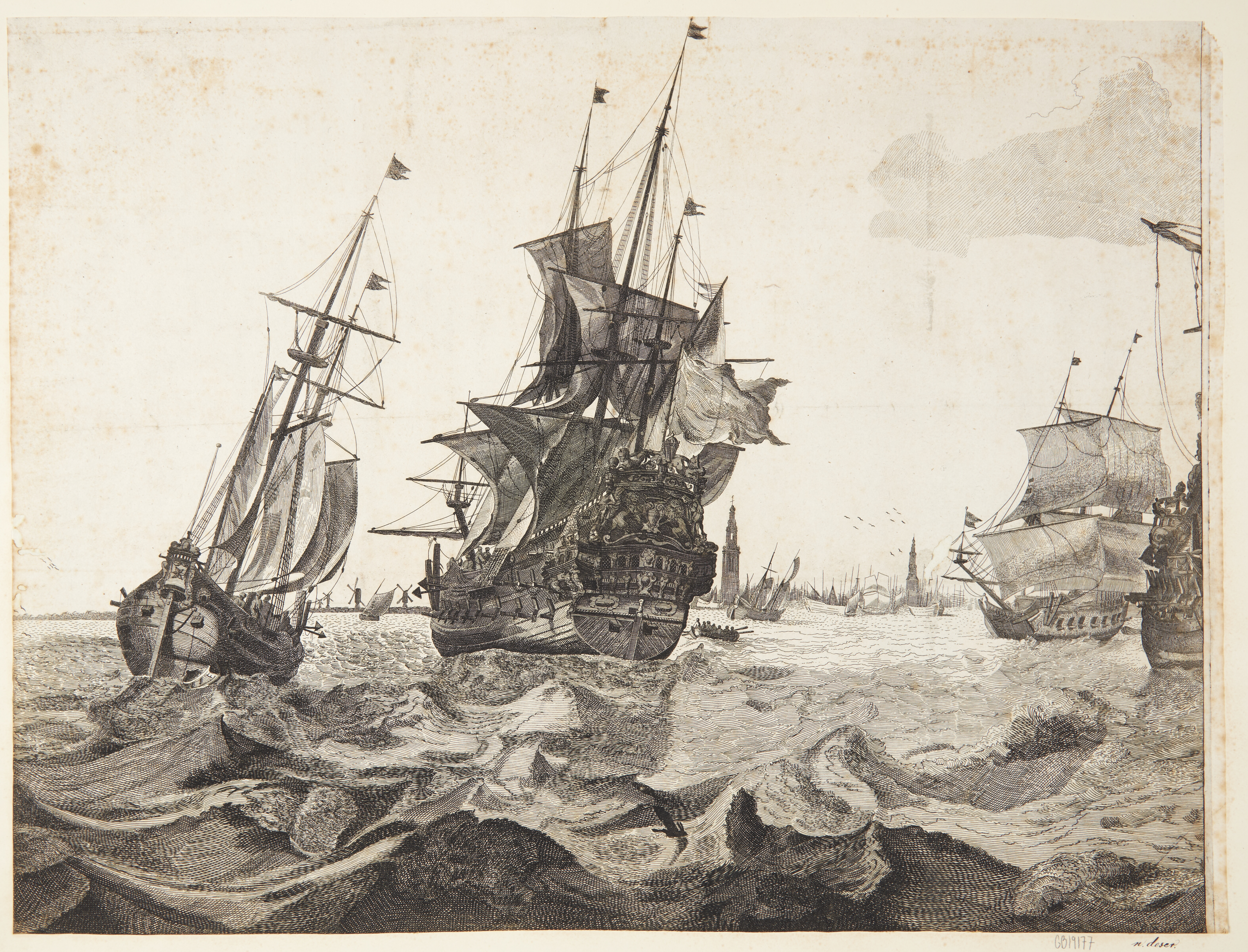
Navires de guerre néerlandais, n. d., eau-forte Statens Museum for Kunst, Copenhague.